# Orthoprotella tuberculata
Orthoprotella tuberculata is een vlokreeftensoort uit de familie van de Caprellidae. De wetenschappelijke naam van de soort is voor het eerst geldig gepubliceerd in 2004 door Guerra-García & Takeuchi.